# Брынзов, Василий Петрович
Василий Петрович Брынзов (11 марта 1895 года, дер. Супонево, Брянский уезд, Орловская губерния — 3 июня 1962 года, Вольск) — советский военачальник, генерал-майор (29 октября 1943).

## Начальная биография
Василий Петрович Брынзов родился 11 марта 1895 года в деревне Супонево ныне Брянского района Брянской области.
В 1912 году окончил Брянские педагогические курсы и выдержал экстерном испытание за курс учительской семинарии, после чего работал сельским учителем в школе с. Страшевичи Брянского уезда.

## Военная служба

### Первая мировая и гражданская войны
20 июня 1915 года призван в ряды Русской императорской армии, после чего служил рядовым в 36-м и 205-м запасных батальонах, дислоцированных в Орле, а затем направлен на учёбу в Алексеевское военное училище, из которого в январе 1916 года был выпущен в чине прапорщика, после чего служил командиром взвода в составе Витебского 27-го пехотного полка (7-я пехотная дивизия) и Лащовского 602-го пехотного полка (151-я пехотная дивизия) и принимал участие в боевых действиях на Западном фронте. Был ранен и после излечения вернулся в Витебский 27-й пехотный полк, в составе которого Октябрьской революции избран выборным командиром роты и батальона. В декабре 1917 года В. П. Брынзов в чине поручика был демобилизован из рядов армии, после чего вернулся на родину.
1 марта 1918 года призван в ряды РККА и направлен командиром батальона в 1-й Брянский советский полк, после чего принимал участие в боевых действиях против германских войск и гайдамаков в районах станций Клинцы, Унеча, Новозыбков и хутора Михайловский. В августе того же года назначен на должность командира 3-го Симбирского пехотного полка в составе 24-й стрелковой дивизии, после чего принимал участие в боевых действиях в районе Симбирска, Самары, Бугурусланом, Оренбурга, Орска и Верхнеуральска на Восточном фронте против войск под командованием адмирала А. В. Колчака, а летом 1920 года — в ходе Советско-польской войны на Западном фронте. В конце того же года В. П. Брынзов заболел, после чего лечился в госпитале.
После излечения в апреле 1921 года в районе Уральска сформировал 5-й Уральский стрелковый полк в составе 3-й особой Саратовской стрелковой бригады, после чего был назначен на должность командира этого же полка и затем принимал участие в боевых действиях против бандитизма в Заволжье, а также в ликвидации бандформирований В. А. Серова, А. В. Сапожкова и других в районе Уральска.
За боевые отличия на Восточном фронте в составе 24-й Симбирской Железной стрелковой дивизии В. П. Брынзов в 1928 году награждён орденом Красного Знамени.

### Межвоенное время
В июне 1922 года назначен на должность командира 94-го стрелкового полка в составе 32-й стрелковой дивизии, в ноябре 1924 года — на должность начальника оперативной части штаба этой же дивизии, в октябре 1925 года — на должность командира 96-го стрелкового полка, а в феврале 1926 года — на должность начальника строевой части Объединённой Татаро-Башкирской военной школы имени ЦИК Татарстана в Казани.
С декабря 1930 года служил в штабе Приволжского военного округа в должностях начальника 7-го и 8-го отделов, а в декабре 1933 года переведён в штаб ОКДВА, где служил на должностях начальника 8-го, 10-го и 6-го отделов. В июле 1937 года назначен на должность командира 5-й бригады строительных частей Дальвоенстроя. В период с февраля по апрель 1938 года исполнял должность командира корпуса строительных частей Дальвоенстроя при СНК СССР, после чего вернулся на прежнюю должность.
В августе 1938 года Василий Петрович арестован, после чего находился под следствием органов НКВД, однако в декабре 1939 года был освобождён, после чего состоял в распоряжении Военного совета Дальневосточного фронта и Управления по командному и начальствующему составу Красной армии и в марте 1940 года назначен на должность заместителя командира 158-й стрелковой дивизии (Северо-Кавказский военный округ), дислоцированной в Ейске. В период с октября 1940 по май 1941 года исполнял должность командира дивизии (на период обучения комдива полковника В. И. Новожилова в Военной академии РККА имени М. В. Фрунзе).

### Великая Отечественная война
В июне 1941 года 158-я стрелковая дивизия была включена в составе 34-го стрелкового корпуса (19-я армия), после чего с 28 июня вела тяжёлые оборонительные боевые действия на витебском направлении и затем в Смоленском сражении. С 21 июля полковник В. П. Брынзов исполнял должность командира дивизии, однако 18 августа переведён на должность командира 106-й моторизованной дивизии (24-я армия). 28 августа был ранен после чего лечился в госпитале.
После излечения с марта 1942 года состоял в распоряжении Главного управления кадров НКО и в июне назначен на должность помощника руководителя Группы контролирования за формированием стрелковых и кавалерийских соединений и подготовкой маршевых пополнений в запасных бригадах военных округов. В декабре того же года направлен на учёбу на ускоренный курс Высшей военной академии имени К. Е. Ворошилова, после окончания которого с мая 1943 года находился в распоряжении Главного управления кадров НКО. С 17 июня того же года вновь лечился в госпитале и после выздоровления 13 октября назначен на должность начальника Могилёвского пехотного училища, дислоцированного в Вольске, а 28 сентября 1944 года — на должность командира 37-й запасной стрелковой дивизии (Приволжский военный округ).

### Послевоенная карьера
После окончания войны находился на прежней должности.
В ноябре 1945 года дивизия была расформирована, после чего В. П. Брынзов состоял в распоряжении Военного совета Приволжского военного округа и с февраля 1946 года лечился в госпитале. После выздоровления в ноябре того же года назначен на должность командира 48-й отдельной стрелковой бригады в составе того же военного округа.
Генерал-майор Василий Петрович Брынзов 4 мая 1948 года вышел в запас. Умер 3 июня 1962 года в городе Вольске, где и был похоронен на городском кладбище рядом с супругой. Супруги Брынзовы удочерили девочку с необычной судьбой: Гизеллу Бенц. Её мать, член Компартии Германии Ирина Ефимовна (Гартман Ирина Роза), шифровальщица исполкома Коминтерна, репрессировали и расстреляли 1 ноября 1937 года. Реабилитировали лишь через 20 лет. Гизелла, которой едва исполнился год, осталась одна, с папой. Швейцарский коммунист, художник, преподаватель в школе Коминтерна, Рудольф Готтлибович Бенц умер в ноябре 1943 года от дистрофии, успев определить дочь в детский дом. Гизелла стала Лизой Брынзовой. Растить Лизу израненному и больному генералу пришлось одному. Екатерина Александровна ушла из жизни в 1946 году.

## Награды
- Орден Ленина (21.02.1945);
- Пять орденов Красного Знамени (1928, 30.10.1941, 14.02.1943, 03.11.1944, 24.06.1948);
- Медали.
- Георгиевское оружие (Золотое оружие «За храбрость») (19.06.1916)[3].

## Память
В честь В. П. Брынзова именем названа улица в дер. Курнявцево (Брянский район, Брянская область), а на стене здания Супоневской СОШ № 1 (Брянская область) в мае 2009 года в его честь была открыта мемориальная доска.